# NGC 3026
NGC 3026 је галаксија у сазвежђу Лав која се налази на NGC листи објеката дубоког неба.
Деклинација објекта је + 28° 33' 5" а ректасцензија 9h 50m 54,8s. Привидна величина (магнитуда) објекта NGC 3026 износи 13,1 а фотографска магнитуда 13,7. Налази се на удаљености од 25,391 милиона парсека од Сунца. NGC 3026 је још познат и под ознакама UGC 5279, MCG 5-23-43, CGCG 152-74, IRAS 09480+2847, KARA 377, KUG 0948+287, PGC 28351.